# 占田・課田制
占田・課田制（せんでんかでんせい）は、中国の西晋代に行われた土地制度。

## 概要
占田・課田制に関しては史料が極めて少なく、その制度内容・実態に関しては判然としない。現在の所、史料から確実なこととしては
- 16歳から60歳までを正丁とし、13-15歳及び61-65歳を次丁とする。
- 男子一人に占田70畝（約2.4ヘクタール）、女子には30畝（約1.05ヘクタール）。丁男（ていだん。正丁の男）には課田50畝（約1.75ヘクタール）、丁女20畝（約0.7ヘクタール）、次丁男には25畝（約0.7ヘクタール）。
- 官吏に対しては官品に応じて一品官で50頃（1頃は100畝=約3.5ヘクタール）、以後官品が下がるごとに5頃ずつ下がり、最低の九品官で10頃の占田。
- 課田50畝に対して戸ごとに戸調として年に絹3匹（72.3m）・綿3斤（667.2g）を収める。次丁男および女が戸主の戸はこの半分。

などと解る。
この中の「占田」「課田」とは何かなどの諸点に付いて日本・中国の史学界に於いて非常に多岐に渡る研究が出されている。それらについて研究の節で日本に於ける研究を中心にして記述する。

## 歴史
魏では創始者曹操により屯田制が行われていた。屯田制は最前線などに駐留する兵士に耕作させる軍屯と土地を失った農民に対して半強制的に耕作させる民屯に分かれる。屯田民は5、6割に及ぶ高税率を課され、その収入は曹操軍団の経済的基盤となっていた。またこれと平行して自ら私有する土地を耕す一般民に対しては田租として畝ごとに4升（約0.8l）を課し、またそれまでの人頭税を止めて戸ごとに徴収する戸調制を開始、戸ごとに絹二匹（約48.2m）・綿二斤（約445.4g）を課した。
しかし景元4年（263年）に蜀を滅ぼし、徐々に屯田の必要性が薄れ、翌咸熙元年（264年）より屯田の廃止が進められ、司馬炎が禅譲を受けて皇帝となり、西晋が立った翌年の泰始2年（266年）に廃止された。司馬炎はそれと共に泰始4年（268年）には『泰始律令』を発布し、国家体制を整えていった。
太康元年（280年）に残る呉も滅ぼし、中国を統一した司馬炎は更に「戸調之式」を発布し、占田・課田制を開始した。しかし占田・課田制は実質的な効果はほとんど挙げられず、また司馬炎自身が統一後は堕落し、西晋は司馬炎死後の永康元年（300年）に起った八王の乱により国力を大幅に減退させる。この時期には最早、占田・課田制は有名無実となっていたと考えられる。
占田・課田制は西晋の滅亡と共に消滅し、東晋および南朝に於いては受け継がれなかった。しかし後に華北を統一した北魏に於いて均田制が施行され、占田・課田制はこの前身となった。

## 研究

### 史料
前述の通り、占田・課田制に付いての史料は極めて少なく、その内容に関して解ることは少ない。それにも拘らず多くの研究がなされているのは一重に占田・課田制が均田制の先駆として評価されることにあるだろう。均田制は唐朝の根幹制度とされ、また歴史学上での区分問題でも最重要に位置づけられ、その均田制を理解するために占田・課田制の理解が必要と考えられたのである。
占田・課田制を知るための史料はまず『晋書』食貨志にある「戸調之式」と呼ばれる一連の文章である。戸調とは戸ごとに徴収される調のことであり、式とは令に関する細則のことである。以下にその全文を記す。これとほぼ同じ文章が『通典』にあるが、2の「其外丁男」が「其丁男」に、4の「遠夷の課田せざる者」が「課田せざる者」になっている。
1. 又、戸調之式を制す。丁男の戸は歳ごとに絹三匹・綿三斤を輸す。女及び次丁男の戸を為す者は半ばを輸す。其の諸辺郡、或は三分の二、遠き者は三分の一。夷人の賨布を輸するものは、戸ごとに一匹、遠き者は或は一丈。
2. 男子一人、占田七十畝、女子は三十畝。其外丁男は課田五十畝、丁女は二十畝、次丁男はこれを半ばす、女は則ち課さず。
3. 男女年十六以上六十に至るを正丁と為す、十五以下十三に至り、六十一以上六十五に至るを次丁と為す、十二以下、六十六以上を老小と無し、事とせず。
4. 遠夷の課田せざる者、義米を輸す、戸ごとに三斛、遠き者は五斗、極めて遠き者は算銭を輸す、人ごとに二十八文。
5. 其の官品第一より第九に至るものは、各々貴賤を以って占田す、品第一なる者は五十頃を占む。第二品は四十五頃、第三品は四十頃、第四品は三十五頃、第五品は三十頃、第六品は二十五頃、第七品は二十頃、第八品は十五頃、第九品は十頃。
6. 而して又、各々品の高卑を以ってその親属を蔭せしむ。多き者は九族に及び、少き者は三世。宗室・国賓。先賢の後及び士人の子孫もまた亦の如し。
7. 而して又、人を蔭して以って衣食客及び佃客と為すを得。品第六以上は衣食客三人を得、第七・第八品は二人、第九品及び輿輦・跡禽・前駆・由基・強弩・司馬・羽林郎・殿中冗従武賁・殿中武賁・持椎斧武騎武賁・持鈒冗従武賁・命中武賁武騎[5]は一人。其の応に佃客を有すべき者、官品第一第二なる者は佃客五十戸[6]を過ぎることなく、第三品は十戸、第四品は七戸、第五品は五戸、第六品は三戸、第七品は二戸、第八品第九品は一戸。

順に解説を加えると。
1. 前半部分は既述に付き省略。辺境の者および夷人（異民族）に関する規定。
2. この文に付いて、「占田」および「課田」という名称およびその語義、「其外丁男」の訓じ方、「女は則ち課さず」の解釈にはそれぞれ議論があり、占田・課田制全体をどう捉えるかの主要な論点となっている。
3. 既述に付き省略。
4. 課田の対象外となっている夷人（異民族）に関する規定。算錢とは人頭税のこと[7]。
5. 官品に応じての占田額。一品官で50頃という額は当時の豪族たちの大土地所有からすれば過小な額である。
6. 官品に応じた蔭（官僚特権）の範囲の規定。
7. 給客制と呼ばれる制度に関する規定。衣食客とは主人の身の回りの世話をする下僕、佃客とは小作人のことで、その数の規定である。給客制は蔭客制・限客制などとも呼び、占田・課田制が西晋の滅亡と共に消滅したのに対して、給客制は東晋以降も継続していった。

普通、この7文を全体として戸調之式と呼ぶが、既述のように式はあくまで令の補則であり、1のような原則を定めるものではない。『泰始律令』に「戸調令」が存在していることが見えるので、1の文は「戸調令」に属するものと考えられる。これに関して、程樹徳は1-5を戸調令とし、仁井田陞は1-4を戸調令とし、5が戸調之式であるとしている。これに対して、曾我部静雄は1のみが戸調之式でそれ以降は違う、例えば2のような土地制度は佃令であるとし、仁井田がこれを戸調令に分類していることを批判している。これに堀敏一も賛同し、更に1も戸調之式ではなく戸調令であるとする。いずれにせよ2の占田・課田制を定める条文が「戸調之式」ではなく、『泰始律令』により定められるところであるならば占田・課田制の施行開始は280年ではなく268年であるということになる。
「戸調之式」に次いで占田・課田制に関する史料として『初学記』「晋故事」が挙げられる。故事とは後世に言う所の格のことである。以下全文を引用する。
1. 凡民丁課田五十畝、収租四斛・絹三疋・綿三斤。
2. 凡属諸侯、皆減租穀畝一斗、計所減以増諸侯。
3. 絹戸一疋、以其絹為諸侯秩。
4. 又分民租戸二斛、以為侯俸。
5. 其餘租及旧調二戸三疋綿三斤、書為公賦、九品相通、皆輸入於官、自如旧制。

これも順に解説すると
1. 税額が書かれている。この内の絹三疋・綿三斤は「戸調之式」と一致しており、この「故事」自体が「戸調之式」と同時期であると考えられる。「戸調之式」には無い田租の記述があることが重要である。課田50畝と最初に書かれており、税額は課田50畝に対応すると考えられるが、これにも様々な異説がある。
2. 2以下は、諸侯の俸禄に関する文である。諸侯に属する民は中央に対する税額は1畝ごとに1斗を減じ、その分を諸侯の俸禄とする。この1斗であるが、1では50畝に対して4斛つまり1畝ごとに8升の計算であり、1斗ではおかしいことになる。そのため斗は升の誤りとするのが通説であるが、斗は誤りではないとする説もある。詳しくは課税に付いての項で説明する。
3. 3以下の文章に付いては多様な解釈が存在するためにこれも課税に付いての項で後述する。なお書は盡（尽）の誤り。

占田・課田制に関する主な史料は現時点ではこれだけであり、それ以外に『晋書』や『隋書』などでそれらしき文もあるが、これを即座に占田・課田制の記述と認めることには疑義が残り、確実なものとしてはこの2つだけとなる。そのために様々な解釈が生まれることになる。
占田・課田制に関する主な論者としては、日本では伊藤敏雄・岡崎文夫・越智重明・加藤繁・鈴木俊・曾我部静雄・仁井田陞・西嶋定生・西村元佑・藤家禮之助・堀敏一・宮崎市定・吉田虎雄・渡辺信一郎、中国では唐長孺・万国鼎といった名が挙がる。

### 論点
占田・課田制と呼んでいるが、西晋当時「占田」・「課田」という固有名称があったわけではない。西嶋は「占田」とは漢代の「名田」を引き継いだものであって、「占田」という固有名称が存在していたと主張していたが、平中苓次は西嶋が挙げた用例を検証し、逆に「占田」・「課田」という固有名称は存在せず、占も課も「占する田」「課する田」と動詞として解するべきであるとした。これに関しては多くの同意が得られ、現時点で「西晋代に占田・課田という固有名称が存在しなかった」ということに反対するものはいない。（煩雑となるので以後も「占田」「課田」と呼ぶ。）
占田・課田制を考えるに当たり、主に論点となるのは
1. 土地の給付及び還受の存在
2. 占田・課田の対象
3. 女は則ち課さずの意味
4. 課税に付いて

などである。
以下にこれらの論点に於ける論争を述べる。整理したものを論点のまとめにて表にしてある。

#### 土地の給付及び還受の存在
占田・課田制に均田制と同じように土地の給付・還受があったとする説と占田とは限田の意味であり、土地所有の限度を定めたものであるとする説に分かれる。
占田・課田共に給付・還受があったとするのは馬端臨『文献通考』・志田不動麿・岡崎文夫・万国鼎・加藤繁など比較的初期の研究に多く、最も新しいものが曾我部静雄である。占田・課田共に給付・還受は無かったとするのは中田薫・玉井是博・仁井田陞・堀敏一など。また部分的に給付・還受があったとする折衷案が宮崎市定・吉田寅雄・鈴木俊・西村元佑・越智重明など。
折衷案のうち、西村は「占田・課田の額を超える私有地を持つ者に対してはそのまま、それよりも少ない者に対しては給付が行われる。」、吉田・鈴木は「占田で一戸当たりの所有の限度を定める一方で、課田では公有地の耕作を義務付ける（公有地であるからいずれは還受が行われる。）」、宮崎・越智は「占田とは一般民に対する限田であり、課田とは旧屯田民に対して旧屯田地を半強制的に土地を割り付けて耕作を行わせる土地である」とする。
「戸調之式」の年齢制限の記述は給付及び還受が存在したことを想像はさせるが、「戸調之式」を含めて還受の規定はどこにも見つからない。『晋書』の史料としての不完全性を考えればこれで還受を完全に否定できる訳ではないが、現在の所、占田が給付されないことは定説に近い通説となっている。占田が限田とした場合、当然数値以上の土地を持つ者もいれば数値に足りない、あるいは全く持たない者もいたはずで、曾我部は所有する土地には不均衡があるのに田租および戸調が一定であるのはおかしいとして限田説を否定している。これに関して西村説のように不足分が給付されるのならば不都合は生じないことになる。また越智・堀は戸の資産に応じて戸調額が決定された可能性を示唆している。

#### 占田・課田の対象
占田の規定では「男子・女子」とあり、課田の規定では「丁男・丁女」とある。このことから占田と課田とでは対象を異とするのではないかとも考えられる。伊藤敏雄1982に従い、ここでは占田・課田が「別の戸を対象とする」A説（宮崎説）、「同一の戸を対象とする」B説に分ける。更にB説の中でも「占田・課田が同一戸内の異なる民を対象とする」B-1説（余夫説）、「占田・課田が同一の民を対象とし、課田を占田の中に設定する」B-2説、「占田・課田が同一の民（特に戸主）を対象とし、課田を占田の外に設定する」B-3説に分類する。
この点を考えるに当たり、「戸調之式」の「其外丁男」の訓じ方が重要になる。A説を採る場合、「其の外、丁男は」と訓じ、この文章を境に前後が分断されている。すなわち占田規定と課田規定とは全く関係が無いと解釈する。B-1説では「其の外の丁男は」と訓じ、占田の対象となる「男子」と課田の対象となる「其の外の丁男」とが異なると解釈する。B-2節ではA説と同じく「其の外、丁男は」と訓じ、占田と課田とでは意味合いが異なるとする。B-3説では「其の外に丁男は」と訓じ、占田の外に課田があると解釈する。
諸点のうちで最も重要な論点であるので更に節を分けて解説する。

##### A説
宮崎市定の「晋武帝の戸調式に就いて」では「其外丁男」を「其の外、丁男は」と訓じ、この文を境にして前後が分断されている、つまり「男子女子」と「丁男丁女」とはまるで関係の無いものであるとした。これに加え、占田・課田制が施行される前に屯田制が廃止されていることに目をつけ、占田とは一般民に対する限田であり、課田とは旧屯田民に対して旧屯田地を半強制的に土地を割り付けて耕作を行わせる土地であるとした。
元々、岡崎文夫により「占田・課田制が屯田制の代わりの役目を演じたのではないか」との考えが出されており、宮崎説はこれを発展させたものである。この説の利点としては屯田制からの移行が無理なく説明できることである。
宮崎説と同様な考えをするものとして、西嶋定生・越智重明・米田賢次郎などが挙げられる。ただし宮崎が占田を戸内の全ての丁男丁女を対象としていたとするのに対して越智は戸主夫妻のみを対象であるとする。また米田は占田を晋成立直後に廃止された旧屯田地・課田は呉征服後に廃止された旧屯田地とする。
これに関する傍証として『晋故事』にある田租が50畝で4斛、つまり畝ごとに8升と魏時代の倍額になっていることが挙げられる。国有地を耕す旧屯田民であるからこそこれほどの額になるのであると考える。
これに対する批判として吉田は宮崎が266年に屯田制が廃止されたとするのは『晋書』の誤読であり、屯田は未だ廃止されていなかった。故に宮崎説は成立しないとした。しかし西嶋は吉田の言う所の存されていた屯田は軍屯であり、民屯は廃止されたとした。
宮崎説の難点としては『晋故事』にある田租の記述が課田のみに対応し、占田の田租の記述がどこにも見つからないことである。もし占田が一般民を対象とするのならば田租が無いことは有り得ない。これに関して宮崎は戸調之式の4の文の冒頭「遠夷の課田せざる者」が『通典』に於いて「課田せざる者」になっていることから遠夷を衍字と看做し、以下の「戸ごとに三斛」を占田に対する田租の記述とした。更に『隋書』「食貨志」にある東晋代の田租の記述を持ってきて、占田は1畝ごとに米2升を納めるとしたのであるが、占田・課田制が東晋以降も継続したという考えには疑義が多く、『隋書』の記述をもって西晋代の田租の記述とするのは無理がある。

##### B-1説
占田は戸主を対象とし、課田は戸内にいて分家しない者たちを対象にしているとする説である。これを余夫説と呼ぶ。余（餘）夫とは『周礼』「地官遂人条」にある井田制に関する語で、『孟子』中にもこの語が見える。井田制に引き付けて占田・課田制を理解しようとするのがこの余夫説である。
この説を採るのは志田不動麿・岡崎文夫・加藤繁・曾我部静雄・鈴木俊・西村元佑など。
同じ余夫説でも更に差異があり、
- 志田「戸主の男子および戸主の女子」（男子が戸主の戸は70畝、女子が戸主の戸は30畝）
- 加藤「戸主の男子とその妻」（1戸に付き100畝）
- 曾我部「戸主の男子とその妻、および戸主の女子（寡婦）」（1戸に付き100畝、および寡婦は30畝）
- 西村「占田は戸主、課田は戸内の全ての者を対象とする。」

これに関して西村は「男子」という語は戸主を示すのでこの説が成り立つとするが、男子の語は戸主には限らないとする西嶋の指摘がある。
この説の難点は、「晋故事」中で田租・戸調が課田に対応する形で記述されていることである。戸調は戸に対応するはずであり、個々人を対象とする課田とは対応しないはずである。
また宮崎は『通典』では「其丁男」となっていることを理由に、「其の外の丁男」と読む余夫説は成立しないとしている。しかし単に筆写の際の脱字である可能性も高いのでこれだけでは根拠にならない。
一方、B-1に分類されるが余夫説とは反対に「戸主を対象に課田が、戸内の戸主以外を対象として占田が」存在するとするのが渡辺信一郎である。渡辺は課税や占田・課田制の系譜に付いても独特な説を述べている。

##### B-2説
占田・課田は同一の民を対象とし、占田で土地所有の限度を定め、その中に課田を設定してそれに基づいて課税するとする説。これを採るのは堀敏一である。この説の利点は占田に関する田租の記述がないことをそのまま田租が存在しなかったと解することが出来ることである。
この説の難点は限田である占田には「男子・女子」と年齢制限が無いのに対して、課田には「丁男・丁女・次丁男」と年齢制限があり、戸内に課税対象外の者（次丁女・老少）が多い場合には占田額と課田額が大きく開いてしまうという点にある。

##### B-3説
占田・課田は同一の民を対象ととし、占田の外に課田があるとする。この説を採るのは万国鼎・吉田虎雄・藤家禮之助・伊藤敏雄など。
この説の中でも更に分かれ、
- 万「戸内の全ての民に占田と課田を与える」
- 吉田「戸内の年長の男子と女子一人ずつに占田を認め、戸内の全ての民（丁男・丁女・次丁男）に課田を耕作させる」（1戸に付き占田100畝）
- 藤家・伊藤「戸内の男子と女子一人ずつ（主に戸主）に占田を認め、戸内の全ての民（丁男・丁女・次丁男）に課田を耕作させる」（1戸に付き100畝）

この説の難点は鈴木が「(A)の男子・女子と(B)の丁男・丁女とは別のものであるから、それを合わせて論ずるのは無理である。」と述べているように、言葉の違いの不自然さを解消できないこと。A説・B-1説と同じく占田に対する田租の記述が見当たらないことである。

#### 女は則ち課さずの意味
「女は則ち課さず」とはどういう意味であるのか。
まず「女」をどう解するかであるが、その前の丁男・丁女・次丁男という文章の流れからして「次丁女」の意であるとする者と、そのまま「女」の意であるとする者に分かれる。更に課さずの意で幾通りかに分かれる。列挙すると
- 志田・宮崎「次丁女には田を課さない」
- 岡崎「次丁女には不課田（課税されない田）が与えられる」
- 曾我部・越智「女には力役を課さない」
越智は「女は則ち課さず」は2の文ではなく、3の文の最後に付くものであり、『老小を事とせず』と対になっているとする。
- 堀「次丁女には課税しない」

#### 課税に付いて
課税に付いて。まず占田・課田制の前後の課税に付いて述べると、前代の魏では既述の通り、田租が1畝ごとに4升、戸調が絹2疋・綿2斤である。後代の東晋では初め畝ごとに3升、後に減じて畝ごとに2升、後に畝ごとの徴収から変更して口（一人）あたり3石の徴収とし、更に増額して口あたり5石としている。
既述の通り、占田の田租額に付いてはどこにも見つからない。しかし占田・課田の対象に於いてA説・B-1説・B-3説を採る場合には占田に田租が無いということは有り得ないので様々に推測されている。一方、課田の課税に付いては「晋故事」の文をそのまま読めば田租として4斛、戸調として絹3疋・綿3斤となる。しかし戸調は戸に対応するはずであり、B-1説・B-2説・B-3説では課田が戸内の個々人を対象としているので矛盾する。
諸説の中でも特徴的なものを挙げると、
B-1説を採る鈴木は「凡民丁課田五十畝、収租四斛・絹三疋・綿三斤」の文は元々「凡民丁課田五十畝、収租四斛」と「凡占田百畝、収租四斛・絹三疋・綿三斤」とでもあったものが「収租四斛」の部分が同一であったために誤って文を一つにしてしまったのではないかと推測している。この考えでいくと占田百畝に対する税率が魏と同じく1畝ごとに4升になる。ただこの考えは鈴木自身が「推測に推測を重ねた解釈であるが」と述べているように少々強引な解釈であることは否めない。
課田が戸主・占田が戸主以外という考えを採る渡辺は「晋故事」にある租穀と民租を別の物であるとし、課田に租穀および戸調が対応して租4斛・絹3疋・綿3斤が課せられ、占田に民租が対応して1畝ごとに3斗が課せられたとした。
それ以外の論者の考えに関しては論点のまとめを参照。

### 占田・課田制の歴史的位置付け、占田・課田制研究の歴史学的位置付け
史料が少ないにも拘らず、これほど多様な研究が行われているのは占田・課田制が均田制の前身として位置づけられているからに他ならない。ただし占田・課田制を均田制の前身として必ずしも重視しない池田温のような考えもあり、均田制の「直接の」前身を占田・課田制ではなく計口受田制に求める考えも有力である。このことに付いては均田制の項を参照。また土地制度としての占田・課田制は南朝には受け継がれなかったが、税制（戸調制・田租）が南朝へと繋がるとする渡辺の考えもある。
逆に前代の土地制度である屯田制との関係に付いては、占田・課田制は屯田制が廃止されるのと交代するかのように施行されており、全く関係が無いとは考えにくい。既述のように屯田制との関係性を最も強調するのが宮崎である。
屯田制は「国家が豪族たちの荘園経営を真似た物」と看做されており、宮崎説では課田制もまた屯田制の系譜を受け継ぐもの、つまりは「国家による荘園経営」に他ならないとする。つまりは課田制の下に置かれる民は農奴であり、魏晋南北朝時代を農奴制の時代、すなわち中世であるとする京都学派の中国史時代区分論争に於ける立場と密接な関わりがあると考えられる。
一方、東京学派の領袖たる西嶋は占田・課田制に付いては宮崎に賛同しているが、東京学派のもう一人の雄・堀敏一は「個別人身的支配」の考えを占田・課田制にも適用している。「個別人身的支配」とは簡単に言えば国家が民衆個々人に対して支配力を及ぼす、あるいはそう志向することであり、西嶋により秦漢の大きな特徴として挙げられたものである。堀の「戸内の全ての人間に対して限田と課税を行う」という考えは「個別人身的支配」に他ならず、魏晋南北朝時代が秦漢から引き継いで古代の段階にあるという東京学派の考えと密接な関わりがあると考えられる。
しかし堀が「魏晋の占田・課田と給客制の意義」を発表した1974年ごろには既に唯物史観が影響力を低下させ、それを基盤としていた東京学派の時代区分に対する考えの影響力もまた低下した。そのため時代区分論争自体が下火となり、占田・課田制のような唯物史観で重視される経済研究もまた下火になっていった。

## 表

### 占田・給客額
| 官品         | 一品 | 二品 | 三品 | 四品 | 五品 | 六品 | 七品 | 八品 | 九品 |
| ------------ | ---- | ---- | ---- | ---- | ---- | ---- | ---- | ---- | ---- |
| 占田（頃）   | 50   | 45   | 40   | 35   | 30   | 25   | 20   | 15   | 10   |
| 佃客（戸）   | 15   | 15   | 10   | 7    | 5    | 3    | 2    | 1    | 1    |
| 衣食客（人） | 3    | 3    | 3    | 3    | 3    | 3    | 2    | 1    | 1    |

### 論点のまとめ
各論者の主張を整理すると下記の表のようになる。？の部分はそれに関する記述が見つけられなかった。
| 占田課田の対象 | 論者名     | 給付と還受が存在するか           | 占田・課田の対象の詳細                           | 女は則ち課さずの意味         | 課税額                                        |
| -------------- | ---------- | -------------------------------- | ------------------------------------------------ | ---------------------------- | --------------------------------------------- |
| A説            | 宮崎市定   | 占田は限田、課田には存在する     | 占田は一般民、課田は旧屯田民                     | 次丁女には田を割り付けない   | 占田は3斛                                     |
| A説            | 越智重明   | 占田は限田、課田には存在する     | 占田は一般民の戸主夫妻、課田は旧屯田民           | 女には力役を課さない         | 占田は畝ごとに4升、課田は畝ごとに8升と戸調    |
| B-1説          | 岡崎文夫   | する                             | 占田は男女の戸主、課田は戸内の戸主以外           | 次丁女には不課田が与えられる | ？                                            |
| B-1説          | 加藤繁     | する                             | 占田は戸主夫妻、課田は戸内の戸主以外             | 次丁女には田を与えない       | ？                                            |
| B-1説          | 志田不動麿 | する                             | 占田は男女の戸主、課田は戸内の戸主以外           | 次丁女には田を与えない       | ？                                            |
| B-1説          | 曾我部静雄 | する                             | 占田は男女の戸主および妻、課田は戸内の戸主以外   | 女には力役が課されない       | ？                                            |
| B-1説          | 鈴木俊     | 占田は限田、課田には存在する     | 占田は男女の戸主、課田は戸内の戸主以外           | 丁女以外には田を割り付けない | 占田は畝ごとに4升と戸調、課田は畝ごとに8升    |
| B-1説          | 西村元佑   | 規定額に達しない場合は給付もある | 占田は戸主、課田は戸内の戸主以外                 | 次丁女には不課田が与えられる | ？                                            |
| B-1説          | 渡辺信一郎 | しない                           | 課田は戸主、占田は戸内の戸主以外                 | 次丁女には田を割り付けない   | 占田は畝ごとに3斗・課田は4斛と戸調            |
| B-2説          | 堀敏一     | しない                           | 戸内の全て                                       | 次丁女には課税しない         | 占田は非課税、課田は50畝に対して4斛と戸調     |
| B-3説          | 万国鼎     | する                             | 戸内の全て                                       | ？                           | ？                                            |
| B-3説          | 吉田虎雄   | 占田は限田、課田には存在する     | 占田は戸内の年長の男子と女子、課田は戸内の全て   | 次丁女には田を割り付けない   | ？                                            |
| B-3説          | 伊藤敏雄   | 占田は限田、課田には存在する     | 占田は戸内の男子と女子一人ずつ、課田は戸内の全て | 次丁女には田を割り付けない   | 占田は畝ごとに4升、課田は租4斛と戸調          |
| B-3説          | 藤家禮之助 | 占田は限田、課田には存在する     | 占田は戸内の男子と女子一人ずつ、課田は戸内の全て | 次丁女には田を割り付けない   | 占田は戸ごとに租4斛と戸調。課田は収穫の5・6割 |

### 概説書
- 『魏晋南北朝』（川勝義雄、1974年、講談社、2002年に講談社学術文庫より出版。ISBN 978-4-06-159595-8）
- 『中国史2』（中村圭爾他、1996年、山川出版社、ISBN 4-634-46160-9）
- 『中華の崩壊と拡大』（川本芳昭、2005年、講談社、ISBN 4-06-274055-9）

### 日本
- 池田温
  1. 1963年「均田制-六世紀中葉における均田制をめぐって-」（『古代史講座』8、学生社）
- 伊藤敏雄
  1. 1982年「西晋の占田・課田制の再検討」（中國古代史研究會編『中國古代史研究』5、雄山閣出版）
- 岡崎文夫
  1. 1929年「魏の屯田策」（『支那学』5-2）、1935に所収。
    - 占田・課田制が屯田制の代替として登場したとし、宮崎1935の先駆となった。

  2. 1932年「魏晋南北朝を通じ北支那における田土問題綱要」（『支那学』6-3）、1935に所収。
  3. 1935年『南北朝に於ける社会経済制度』（弘文堂）
- 越智重明
  1. 1963年『魏晋南朝の政治と社会』（吉川弘文館）
  2. 1970年「晋南朝の税制をめぐって-晋故事の税制を論じて『均政役』の解釈に及ぶ-」（『史淵』102）
- 加藤繁
  1. 1944年『支那経済史概説』（弘文堂）
- 草野靖
  1. 1958年「占田課田について」（『史淵』76）
- 志田不動麿
  1. 1932年「晋代の土地所有形態と農民問題」（『史学雑誌』43-1、2）
- 鈴木俊
  1. 1955年「占田、課田と均田制」（『中央大学七十周年記念論文集』、中央大学出版部）、1980に所収。
    - この時点までの研究の総括とそれに対する批判。

  2. 1980年『均田・租庸調制の研究』（刀水書房、ISBN 978-4-88708-007-2）
- 曾我部静雄
  1. 1944年「晋武帝の田制研究」（『文化』11-4）「晋の土地税役制度」と改題して1953に所収。
  2. 1953年『均田法とその税役制度』（講談社）
  3. 1967年・1969年「井田法と均田法」（『東洋史研究』26-3、28-2,3）、1971に所収。
  4. 1971年『中国律令史の研究』（吉川弘文館）
- 玉井是博
  1. 1922年「唐時代の土地問題管見」（『史学雑誌』33-8,9,10）、1942所収。
  2. 1942年『支那社会経済史研究』（岩波書店）
- 中田薫
  1. 1906年「日本庄園の系統」（『国家学会雑誌』20-1）、1938に所収。
  2. 1938年『法制史論集・第2卷:物権法』（岩波書店）
- 仁井田陞
  1. 1929年「古代支那・日本の土地私有制」（『国家学会雑誌』43-12）、1960所収。
  2. 1933年『唐令拾遺』（東京大学出版会、ISBN 4-13-031151-4）
  3. 1945年「唐律令上の課役制度-曾我部教授の新設を読みて-」、1960所収。
  4. 1960年『中国法制史研究2 土地法・取引法』（東京大学出版会）
- 西嶋定生
  1. 1949年「漢代の土地所有制-特に名田と占田について-」（『史学雑誌』58-1）
    - 「占田」が漢代の「名田」を引き継いだ固有名称であるとする。批判として平中1951がある。

  2. 1956年「魏の屯田制 -特に其の廃止問題をめぐって-」（『東洋文化研究所紀要』10、後に『土地所有の史的研究』として東京大学出版会より刊行。）、1966に所収。
    - 西晋代に廃されたのが軍屯ではなく、民屯であることを論証し、宮崎1935を補完する。

  3. 1961年『中国古代帝国の形成と構造-二十等爵制の研究-』（東京大学出版会 ISBN 978-4-13-026007-7）
  4. 1966年『中国経済史研究』（東京大学出版会 ISBN 978-4-13-021010-2）
- 西村元佑
  1. 1958年-a「漢代の騎士」（『龍谷史壇』44）
  2. 1958年-b「魏晋の歓農政策と占田課田」（『史林』41-2）、1968-b所収。
  3. 1968年-a「西魏・北周の均田制度-西魏計帳戸籍（スタイン漢文文書613号）における諸問題-」、1968-b所収。
  4. 1968年-b『中国経済史研究』（東洋史研究会）
- 平中苓次
  1. 1951年「漢代の『名田』・『占田』について」（『和田博士還暦記念東洋史論叢』、講談社）、1961に所収。
    - 西嶋1949に対する批判。「名田」および「占田」という固有の土地名称は存在しなかったとする。

  2. 1961年『中国古代の田制と税法 -秦漢経済史研究-』（東洋史研究会）
- 藤家禮之助
  1. 1966年「西晉の田制と税制」（『史観』73）、1989所収。
  2. 1968年「西晉諸侯の秩俸-「初学記」所引「晉故事」の解釈をめぐって-」（『東洋史研究』27-2）、1989所収。
  3. 1989年『漢三國両晉南朝の田制と税制』（東海大学出版会、ISBN 4-486-01075-2）
- 堀敏一
  1. 1974年「魏晋の占田・課田と給客制の意義」（『東洋文化研究所紀要』62）、1975に所収。
    - この時点までの国内外の研究の総括とそれに対する批判。

  2. 1975年『均田制の研究』（岩波書店、ISBN 4-00-000360-7）
- 宮崎市定
  1. 1935年「晋武帝の戸調式に就いて」、1957および1992所収
    - 占田は一般郡県民、課田は旧屯田民を対象にしているとする宮崎説の最初。

  2. 1957年『アジア史研究 1』（東洋史研究会）
  3. 1992年『宮崎市定全集7 六朝』（岩波書店、ISBN 4-00-091677-7）
- 吉田虎雄
  1. 1943年『魏晋南北朝租税の研究』（『中国学術研究双書3』、大安）
    - 『初学記』「晋故事逸文」の発見。宮崎1935に対する批判。
- 渡辺信一郎
  1. 1995年「占田・課田の系譜-晋南朝の税制と国家的土地所有」（中国中世史研究会編『中国中世史研究 続編』、京都大学学術出版会、ISBN 4-87698-026-8）
  2. 2019年『中華の成立――唐代まで（シリーズ中国の歴史1）』（岩波書店、ISBN 978-4-00-431804-0）

### 中国
- 程徳樹
  1. 1927年『九朝律考』（商務印書館）
- 唐長孺
  1. 1955年「西晋田制試釈」・「魏晋戸調制及其演変」（『魏晋南北朝史論叢』、三聯書店）
  2. 1959年「西晋戸調式意義」（『魏晋南北朝史論叢・続編』、三聯書店）
- 万国鼎
  1. 1933年『中国田制史 上冊』（南京書店）